# Cabo Timiris
O cabo Timiris ou cabo Timirist é um cabo na Mauritânia.
Fica a sul da ilha de Tidra e marca o limite sul do Parque Nacional do Banco de Arguim. A localidade de Nouamghar, à entrada do cabo, é um dos pontos de acesso ao parque.
Tal como no resto da reserva, as aves gruiformes são numerosas. Os Imraguen praticam a pesca nas proximidades do cabo.